# 熊本市立河内小学校白浜分校
熊本市立河内小学校白浜分校（くまもとしりつ かわちしょうがっこう しらはまぶんこう）は、熊本県熊本市西区河内町白浜にあった熊本市立河内小学校の分校。

## 沿革
- 1875年（明治8年） - 創立。
- 1904年（明治37年） - 河内、船津、白浜の三村が合併し、尋常4年までの分校となる。
- 1949年（昭和24年） - 複式学級を除き、4年以上は本校へ通学。
- 1971年（昭和46年） - 町制施行により河内町立河内小学校白浜分校となる。
- 1991年（平成3年） - 市制施行により熊本市立河内小学校白浜分校となる。
- 2018年（平成30年） - 閉校。